# Pierre Getzler
 (juin 2018).
Pierre Getzler, né le 27 janvier 1938 à Paris, est peintre, dessinateur et photographe français.

## Biographie
Pierre Getzler vit et travaille à Bagnolet. En parallèle à son activité de peintre, il a également exercé le métier de bibliographe à la Maison des Sciences de l'Homme puis à l'INALCO pour le Centre de poétique comparée. Proche de l'Oulipo, et plus particulièrement de Jacques Roubaud (dont il épouse la sœur, Denise Getzler, professeur agrégé d'anglais et traductrice, en 1961) et de Georges Perec, c'est chez ce dernier qu'il expose pour la première fois en 1967. Il a collaboré avec nombre de poètes et d'écrivains qui ont pu aussi écrire sur son travail (Perec, Roubaud, Jacques Jouet surtout). Il a également collaboré avec les revues Action poétique et Change. Il est par ailleurs le dédicataire d’Espèces d'espaces, de Georges Perec.
Photographe, il réalise également de nombreux portraits de Georges Perec et des clichés de la rue Vilin, Paris, aujourd'hui disparue.

## Expositions collectives
- 1956 : Exposition de l'Union des Arts plastiques
- 1958 : Salon de la Jeune Peinture, Paris
- 1965 : Salon d'Automne, Paris
- 1965 : Sélection prix Lefranc, Paris
- 1971 : La musique, Galerie Camille Renault, Paris
- 1976 : Avec la revue Change, Librairie La Hune, Paris
- 1976 : Avec la revue Action Poétique, autour du numéro La Cuisine, Librairie La Répétition, Paris
- 1976 : Avec la revue Change, Maison de la culture, Amiens
- 1977 : Avec la revue Action Poétique, Librairie des arts, Nancy
- 1977 : Avec la revue Change, Librairie Oliques, Paris
- 1978 : Galerie atelier Arts visions, Nantes
- 1979 : Les uns par les autres, Musée des Beaux-Arts, Lille
- 1979 : L'œuvre dans l'œuf, Galerie Jacqueline Storme, Lille
- 1980 : Communication poésie, Rueil-Malmaison
- 1980 : Figurations d'aujourd'hui, Galerie Saint-Guillaume, Paris (portrait de Jean-Claude Montel)
- 1980 : Octogone, Paris (idem)
- 1980 : Réalisme et Imageries, Montreuil-sous-Bois
- 1981 : Groupe de peintres de Bagnolet, Sallaumines (Pas-de-Calais)
- 1981 : Figures du réel, Forum des Halles, Paris
- 1982 : Figures du réel, Palais des Papes, Avignon
- 1983 : Figures du réel, Angoulême
- 1983 : Représentations du corps III, Se voir en peinture, Autoportraits contemporains, MCA, Créteil
- 1984 : Figures du réel, Gare de l'Est, Paris
- 1985 : Institut français de Francfort, Allemagne (avec Gérard Guyomard)
- 1985 : Corps 12, Espace Jacques Roch, Paris, (exposition autour du sport, œuvre de l'artiste accompagnée d'un texte de Jacques Roubaud)
- 1987 : Art vivant en Seine Saint-Denis, Bobigny
- 1988 : Avant-goût, avant Prague, Bobigny, Galerie Nationale, Prague
- 1990 : Les yeux fertiles, FDAC Val-de-Marne, Créteil (Direction du Livre)
- 1992 : Georges Perec, l'amateur d'art, Bibliothèque Desnos, Montreuil
- 2005 : Nappes Frénétiques, restaurant les Nouveaux Robinsons, Montreuil. Exposition organisée par l'Apacc (Agir pour Promouvoir les Artistes et la Création Contemporaine), association loi de 1901, qui regroupe des collectionneurs, des artistes et des amateurs d'art[3].
- 2006 : Faits Divers, APACC, Montreuil
- 2008 & 2009 : « Regarde de tous tes yeux, regarde » l'art contemporain de Georges Perec, exposition présentée à Nantes, du 27 juin au 12 octobre 2008, puis à Dole, du 21 novembre 2008 au 21 février 2009[4]
- 2010 : Perec et l'art contemporain, galerie du CROUS (Centre régional des œuvres universitaires et scolaires) de Paris
- 2010 : Champs libres, Rennes. Exposition autour de Georges Perec
- 2015 : Exposition Oulipo, la littérature en jeu(x)[5], Bibliothèque de l'Arsenal, Paris

## Expositions personnelles
- 1967 : Exposition privée chez Georges Perec, Sur des dessins et des peintures de Pierre Getzler
- 1969 : Galerie Elitzer, Sarrebruck (Allemagne)
- 1970 : Galerie Camille Renault, Paris
- 1978 : Maison de la Culture, Amiens
- 1979 : Galerie Lucernaire, Paris
- 2000 : Performance, création simultanée lors d'une lecture de Jacques Jouet à la Bibliothèque de l'Arsenal, autour du livre de ce dernier Navet, linge, œil de vieux, POL, 1998[6]
- 2003 : Exposition privée chez Nathalie Viet-Depaule
- 2012 : Librairie Chapeau melon et piles de livres, Amiens

## Collections publiques
- Fonds départemental d'art contemporain (Seine Saint-Denis) : Dimanche, petit pan de mur jaune, port de Pantin, 1978-198, huile sur toile, tableau exposé du 4 avril au 17 juin 2018 à la médiathèque Antoine de Saint-Exupéry à Neuilly-sur-Marne, dans le cadre de l'exposition Ça va laisser des traces[7]
- MacVal, Vitry-sur-Seine (Ce que dirait le portrait, portrait posthume de Perec, dessin à la mine de plomb, crayons de couleur et aquarelle rehaussée de blanc vinylique et acrylique sur papier de Rives)
- Bibliothèque nationale de France (une lithographie et une linogravure (Tea for ten)
- Bibliothèque de l'Arsenal (dessins réalisés pour la revue Action poétique, pour Jacques Roubaud, pour le fonds Perec)

## Illustrations
- Tombeaux de Pétrarque, Jacques Roubaud, avec une gravure de Pierre Getzler, Solaire, 1975 (frontispice)
- Arbre d’identité, Charles Dobzynski, Rougerie, 1976 (frontispice, portrait de Charles Dobzynski)[8]
- Pour une poétique de la psychanalyse, Élisabeth Roudinesco, collection Action Poétique, La découverte, 1977 (dessin de couverture)
- La vieillesse d'Alexandre, essai sur quelques états récents du vers français, Jacques Roubaud, collection Action Poétique, La Découverte, 1978[9] (dessin de couverture)
- Comme une frontière, Alain Lance, 23 p., tiré à 150 ex., Gigondas  Atelier des Grames, 1989[10]
- La clôture et autres poèmes, Georges Perec, Hachette, Paris, 1992 (frontispice)[10]
- Revue Action poétique : logo
- Henri Deluy, une passion de l'immédiat, Claude Adelen, Fourbis, Paris, 1995 (frontispice)[10]
- Georges Perec, Yale French Studies, no 105, Spring 2004 : couverture, portrait de Georges Perec d'après photo
- Couverture de l'édition allemande de Quel petit vélo ?, de Georges Perec (traduit par Eugen Helmlé), ainsi que dans le même ouvrage, reproduction d'un dessin, portrait de Georges Perec lisant un extrait de La Vie mode d'emploi au Centre Pompidou
- Le Moulin d'Andé. Dessin, Quai Voltaire, 1992. Dessins, entre autres, de Siné, Wolinski, Perec, Tibor Tardos, Michel Thompson, Béatrice Sorel. Préface de Suzanne Lipinska. (Recueil de témoignages sur le Moulin d'Andé où se retrouvaient de nombreux écrivains (Perec, Clara Malraux), intellectuels et cinéastes (Louis Malle, Robert Enrico) autour de S. Lipinska et Maurice Pons).
- Le Disparate, François Le Lionnais[11],[12], Olivier Salon, Le Nouvel Attila / Othello, 2016 (portrait de François Le Lionnais, crayon et blanc acrylique)

## Photographie
- Photos de Georges Perec, rue Vilin, place Saint-Sulpice (certaines de ses photos ont été utilisées par (Robert Bober pour son film En remontant la rue Vilin, 1992)[13].
- Photos de Georges Perec sur les jeux (couverture de l'ouvrage Les parties de domino de M. Lefevre, Claude Burgelin, Ed Circé)
- Photo de Georges Perec en couverture du numéro spécial de la revue Europe, 2012
- Photos de Jacques Roubaud
- Janvier 2004 : Exposition photo à la Mairie du VIe, photo de Georges Perec au Café de la Mairie, Action artistique de la ville de Paris.
- Photos publiées dans Portrait(s) de Georges Perec, Paulette Perec, BnF, Paris, 2001
- Photos publiées dans la revue anglaise AA Files, 45-46, hiver 2001, préfiguration du numéro de la revue Europe, nombreuses photos.
- Une photo publiée dans Paris et ses cafés, Action artistique de la Ville de Paris (Georges Perec au café St Sulpice)
- Une photo publiée dans Paris et la Photographie, Cent histoires extraordinaires[14], Virginie Chardin, Parigramme, 2013 (deux enfants devant le no 24 rue Vilin)
- Dans Perec Images[15], par Hans Hartje et Jacques Neefs, éditions du Seuil, 1993, plusieurs photos, planche contact, photos de Georges Perec avec une petite fille qui saute à la corde… Photo de Georges Perec prise chez Pierre Getzler, devant la bibliothèque, rue de l'Ermitage (également dans l'album de la Pléiade), photo de Georges Perec à Druyes-les-Belles-Fontaines (1965), en train de tracer un bicarré latin, photo prise chez la mère de Paulette Perec)

## Écrits
- D'un embarras d'espaces, Portrait(s) de Georges Perec, sous la direction de Paulette Perec, BnF, 2001, 238 p.
- Texte sur Danièle Collobert dans la revue Action Poétique, no 177
- Epitaphe gravé sur la tombe d'Eugen Helmlé, traducteur de Perec en allemand, sous un texte de ce dernier, traduit par Eugen Helmlé, 2000
- Cahiers Georges Perec, no 10 , postface[16].